# Июльская операция (1920)
Июльская операция (4—23 июля 1920) — наступление войск Западного фронта Красной армии в ходе Советско-польской войны 1919—1921 против польских войск, действовавших на белорусском направлении.

## Предыстория
Майская операция Западного фронта закончилась неудачно, и советские войска отошли на исходные позиции, хотя и сохранили несколько плацдармов. Однако эта операция дала войскам Юго-Западного фронта возможность перехода в наступление на Украине. В свою очередь, в результате успехов Юго-Западного фронта были созданы выгодные условия для перехода в общее наступление войскам Западного фронта, потому что для спасения ситуации на Украине польское командование направило туда все резервы и сняло часть войск, находившихся в Белоруссии.

## Расстановка сил
В июне 1920 года войска Западного фронта получили пополнение, в их состав были включены новые соединения, дополнительно были созданы 4-я и 3-я армии, улучшено снабжение войск вооружением, боеприпасами, обмундированием и продовольствием. К началу июля в состав войск Западного фронта (командующий М. Н. Тухачевский, члены РВС — И. С. Уншлихт, И. Т. Смилга) входили 4-я, 15-я, 3-я, 16-я армии и Мозырская группа. Численность войск Западного фронта составляла 81 тысячу штыков, 10,5 тысяч сабель, 722 орудия, 2913 пулемётов.
Западному фронту РККА противостояли польские войска Северо-Восточного фронта (командующий генерал С. Шептицкий), в состав которого входили 1-я армия (7-я, 8-я, 10-я, 11-я, 1-я Литовско-белорусская пехотные дивизии), 4-я армия (2-я, 4-я, 15-я пехотные дивизии) и Полесская группа (9-я, 14-я, 16-я пехотные дивизии). Численность польских войск составляла 72 тысячи штыков и сабель, 464 орудий.

## Планы сторон

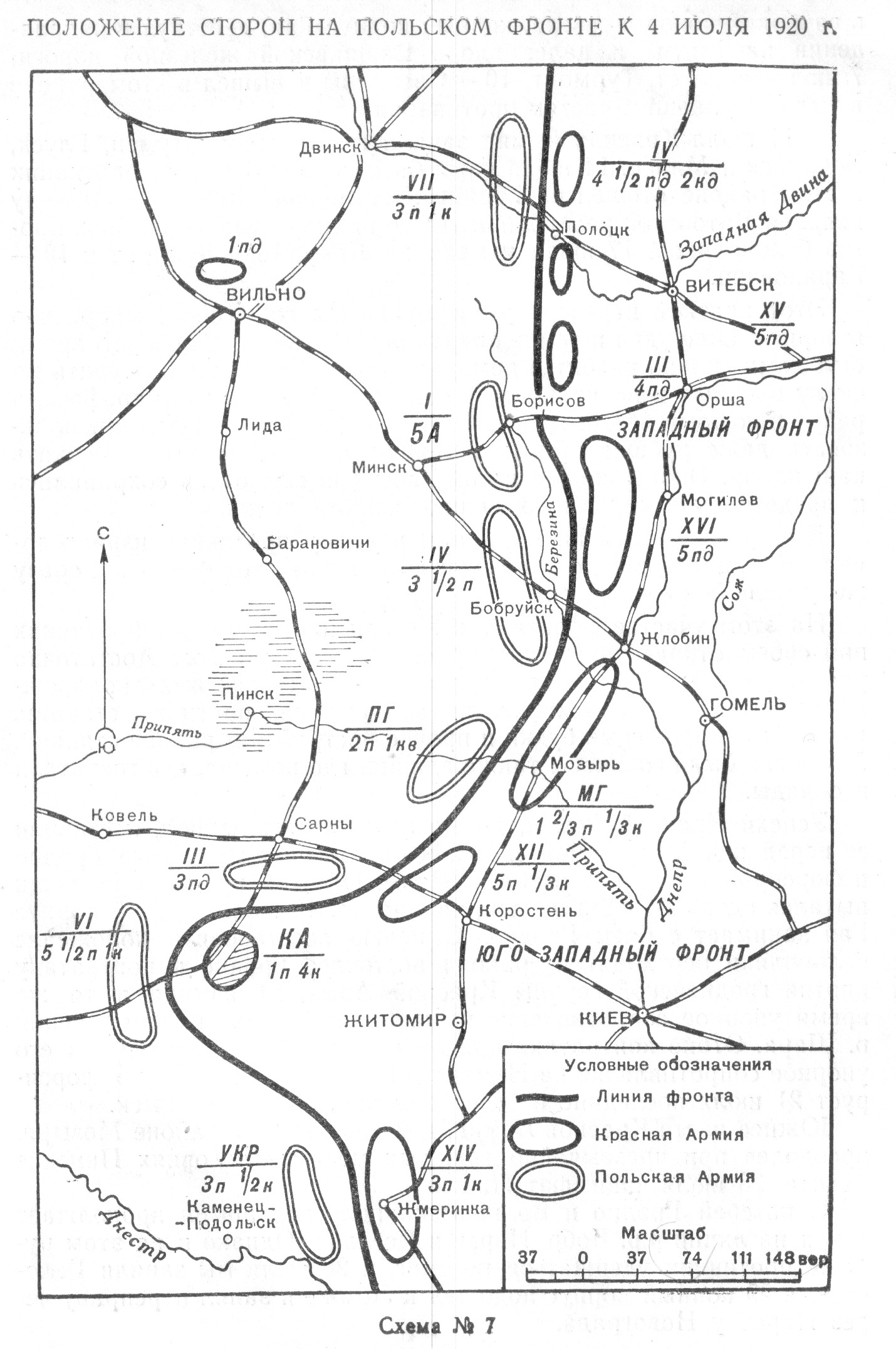
Положение сторон на польском фронте к 4 июля 1920 г.

Замысел советского командования заключался в том, чтобы окружить и разгромить войска левого фланга польского Северо-Восточного фронта в районе Германовичи—Докшицы и оттеснить остальные польские силы в лесисто-болотистые районы Полесья. Главный удар должна была наносить ударная группировка, состоящая из 4-й, 15-й и 3-й армий, из района западнее и южнее Полоцка в общем направлении на Сморгонь, Лида. Ударная группировка была развёрнута в полосе 90 км и насчитывала 60 тысяч штыков и сабель, что означало двойное превосходство в силах над противником.
4-я армия (командующий Е. Н. Сергеев) должна была нанести фланговый охватывающий удар из района севернее озёр Белое — Ельно в юго-западном направлении на Шарковщина, Лужки, 3-й конный корпус Г. Д. Гая должен был наступать на Свенцяны. 15-я армия (командующий А. И. Корк) наносила фронтальный удар на Глубокое, Парфьяново, а 3-я армия (командующий В. С. Лазаревич) — фланговый удар на Докшицы, Парфьяново, с дальнейшей целью наступления на Плещеницы, Минск. 16-я армия (командующий Н. В. Соллогуб) получила задачу, форсировав реку Березина, наступать в направлении Смолевичи—Минск, сковывая части 4-й польской армии, а Мозырская группа (командующий Т. С. Хвесин), которая уже вела наступление с 19 июня и освободила 29 июня Мозырь, должна была продолжать наступление вдоль правого берега Березины.

## Ход операции

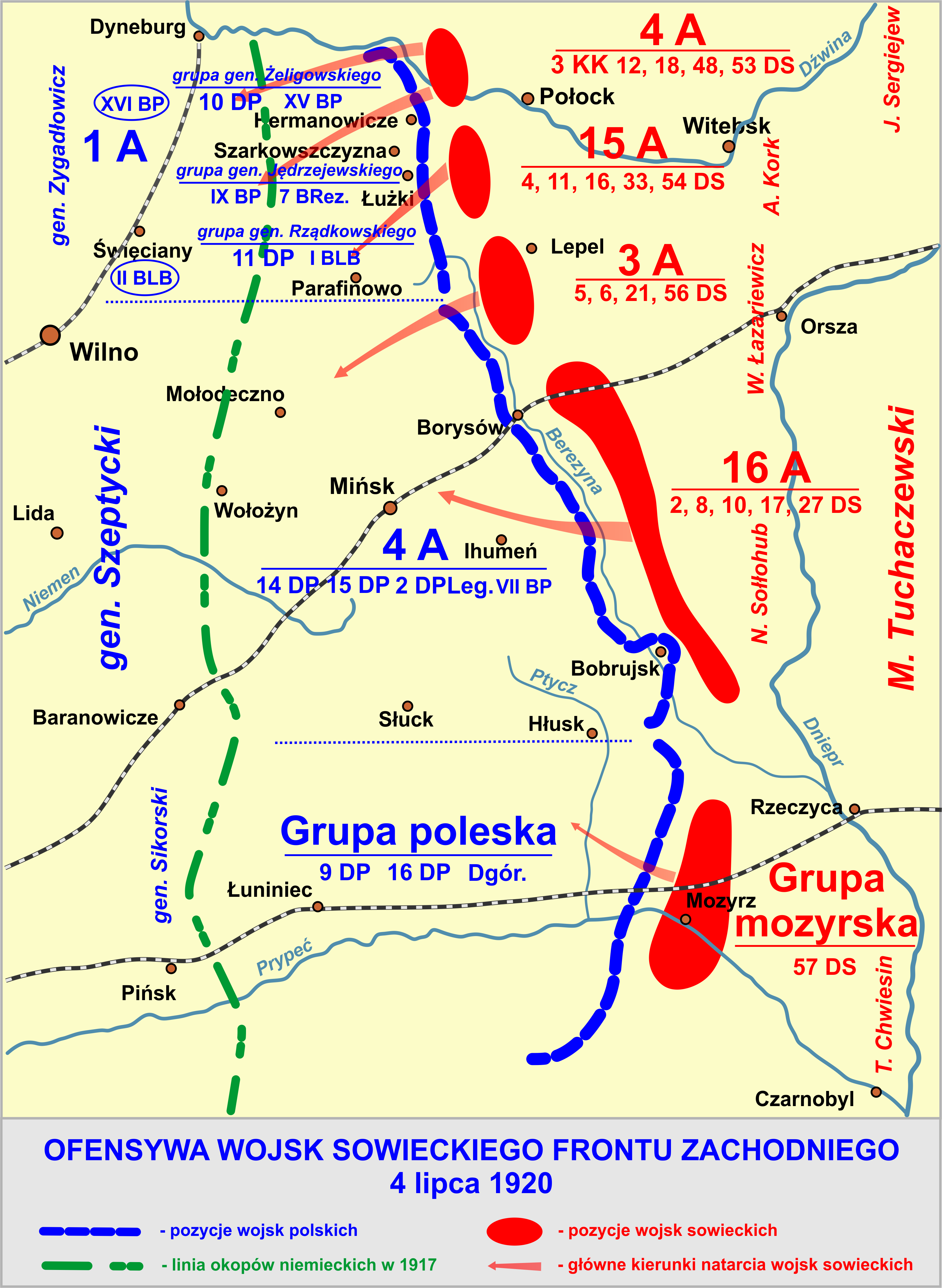
Начало операции (4—11 июля 1920 г.)

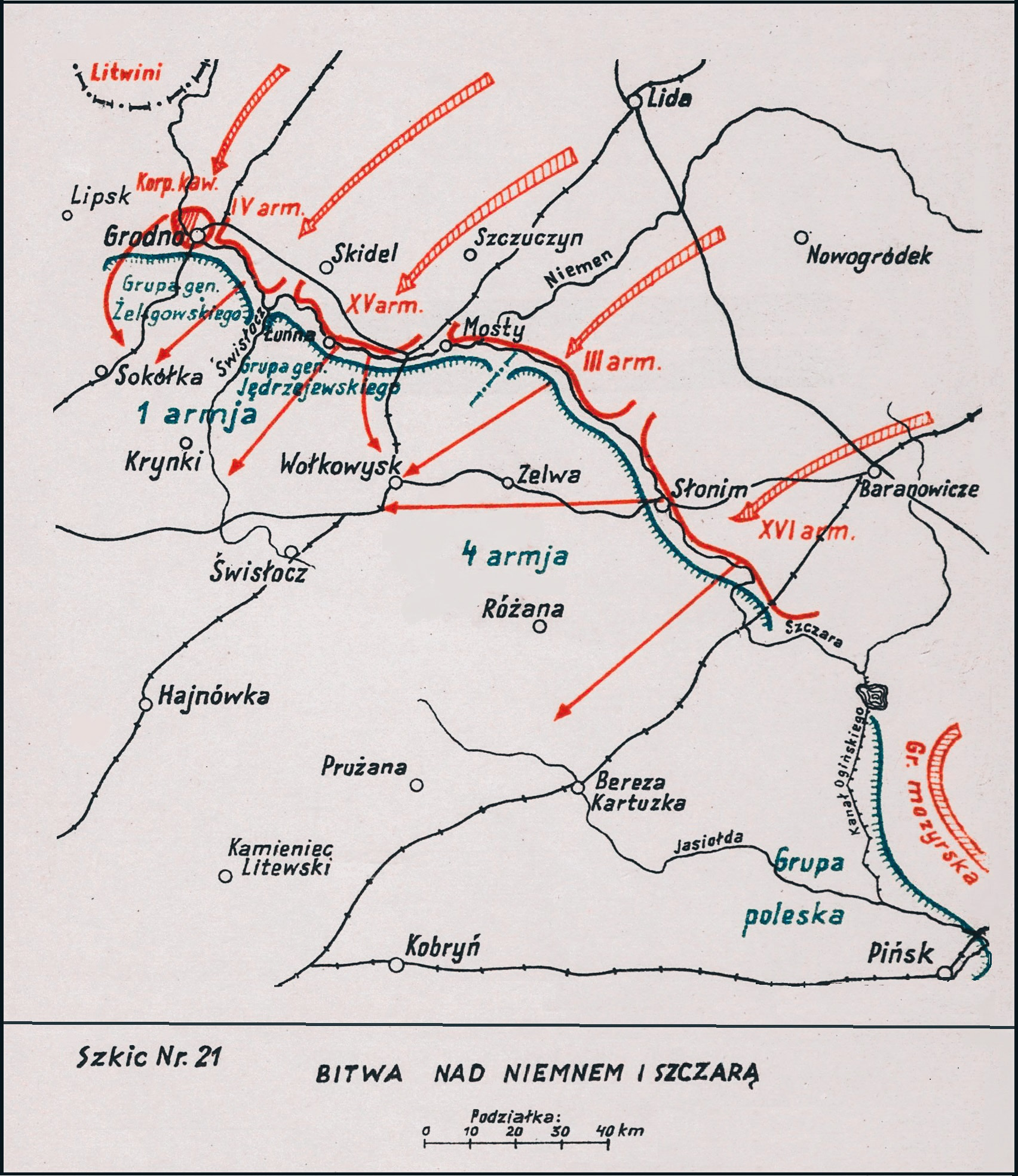
Рубеж выхода РККА к 23 июля 1920 г.)

На рассвете 4 июля 1920 года ударная группировка Западного фронта перешла в наступление. Наступление началось успешно. 4-я армия (18-я, 12-я, 53-я стрелковые дивизии, 164-я стрелковая бригада) прорвала линию укреплений поляков, введенный в прорыв 3-й корпус Гая (10-я и 15-я кавалерийские дивизии) начал продвижение, охватывая левый фланг 1-й польской армии. Части 15-й армии (4-я, 11-я, 15-я, 33-я и 54-я стрелковые дивизии) после упорных боёв нанесли поражение польским войскам, отбросив их на Глубокое. При прорыве польских укреплений в полосе 33-й стрелковой дивизии Красная армия впервые использовала 3 трофейных танка «Рено». 5 июля Глубокое было взято кавалерийской группой 15-й армии. 3-я армия (5-я, 6-я, 21-я, 56-я стрелковые дивизии) переправилась через Березину и 5 июля взяла Докшицы, а 6 июля заняла Парфьяново.
В результате наступления войска Западного фронта нанесли тяжелые потери 1-й польской армии. Польское командование не могло остановить наступление советских войск в Белоруссии, поэтому 6 июля было вынуждено отдать приказ своим войскам об отходе в общем направлении на город Лида. Войска Красной армии продолжали преследовать противника, но не смогли полностью окружить 1-ю польскую армию. В результате поражения и начавшегося отступления 1-й польской армии значительно ухудшилось положение 4-й польской армии и появились выгодные условия для наступления частей 16-й армии и Мозырской группы советских войск. Мозырская группа (57-я стрелковая дивизия и Сводный отряд) начала наступление в направлении Глуск, Слуцк. 3-й конный корпус выдвигался в глубокий тыл польских войск и 9 июля занял Свенцяны.
В ночь на 7 июля начала наступление 16-я армия (2-я, 8-я, 10-я, 17-я и 27-я стрелковые дивизии), которая после переправы через Березину двинулась непосредственно на Минск. Главный удар армия наносила силами трех дивизий из имевшихся пяти. Завязались упорные бои, польские войска начали отступать. 9 июля советские войска освободили город Игумен. Польские войска создали вокруг Минска полукольцо из окопов с проволочными заграждениями, поэтому 27-я дивизия обошла город с севера и юга. Атака советских войск началась на рассвете 11 июля, противник оказывал ожесточенное сопротивление, которое было сломлено войсками 27-й и 17-й стрелковых дивизий. К полудню город был полностью занят Красной армией.
С 12 июля начался новый этап наступательной операции Западного фронта. Главные силы, сосредоточенные на правом крыле, должны были вести наступление, прикрываясь территорией Литвы и Восточной Пруссии и нависая над флангом польской армии, чтобы не дать противнику закрепиться на удобном для обороны рубеже. Командование польских войск пыталось найти силы и средства, чтобы остановить наступление Красной армии. Ещё 9 июля Ю. Пилсудский отдал войскам приказ удержать фронт по линии Вильно — германские окопы — Лунинец — река Стырь и река Збруч. Его план заключался в том, чтобы закрепиться на севере по линии старых германских окопов, а потом нанести контрудар из района Бреста по советским войскам Западного фронта. Однако уже в середине июля линия германских окопов была прорвана частями Западного фронта.
14 июля 3-й конный корпус и 164-я стрелковая бригада атаковали польские войска в Вильно и после 6-часового боя заняли город. После этого литовская армия начала боевые действия против поляков, никак не согласовывая их с командованием Красной армии. В результате 4-дневных переговоров удалось установить условную границу между Красной Армией и литовскими войсками по линии Новые Троки — Ораны — Меречь — Августов. 17 июля войска 15-й армии заняли Лиду, 19 июля 3-й конный корпус неожиданно для поляков ворвался в Гродно, выбив оттуда небольшой гарнизон противника, а части 16-й армии заняли Барановичи. 21—22 июля 4-я, 15-я и 3-я армии переправились через реку Неман, а 16-я армия форсировала реку Щара. 23 июля Мозырская группа заняла Пинск, на этом завершилась Июльская операция.

## Итоги
В результате Июльской операции советские войска нанесли тяжёлое поражение главным силам польского Северо-Восточного фронта, это окончательно закрепило наметившийся перелом в ходе Советско-польской войны. Была освобождена значительная часть Белоруссии и созданы благоприятные условия для дальнейшего наступления против Польши. Вместе с тем в ходе операции советские войска не смогли окружить и уничтожить войска противника, причиной этого было отсутствие резервов и слабая разведка. В то же время быстрое достижение крупной победы привело к переоценке советским командованием степени поражения польской армии, что привело к продолжению наступления на Варшаву без паузы, без подтягивания тылов. Это в последующем стало причиной неудачи Варшавской операции.